# ガッデム
『ガッデム』（Goddamn）は、新谷かおるの日本の漫画、およびそれを原作としたOVA作品である。

## 概要
本作は、『ビッグコミックスペリオール』（小学館）で1988年から1990年まで連載された。単行本は全5巻、文庫版（スコラ漫画文庫シリーズ版、MFコミックス版）は全4巻が刊行されている。
多くのモータースポーツ漫画は、舗装されたサーキットや公道を走行しタイムを競う華やかなものを題材にする場合が多い（新谷作品でも二輪の『ふたり鷹』やCART→F1の『ジェントル萬』などが、車種の違いはあるもののこれに該当する）が、本作では連載当時にはまだ日本ではそれほど一般に知られた存在ではなかったラリー（WRC）を題材としている。作中でも言及されているように、日本においてはラリーとは一般的にパリ・ダカール・ラリーのような不整路レースと認識している人が多いが、本作ではスタート地点とゴール地点が違うものをラリーレイドと呼び、スタート地点がゴールとなるものをラリーと定義づけている。本作の主題には、この定義をなぞらえたラリーが題材として取り上げられている。この定義（行ったものが帰ってくる）は日本を飛び出した主人公に、親元に帰ってくるように進言する姉の台詞にも引用され、登場人物の出自や社会的立場、企業内での駆け引き、軋轢などもラストシーンに描写されたように“人生もラリーフィールドの様に過酷な道のりの連続である”と、登場人物の生き様も競技になぞらえて描かれている。
また、本作はモータースポーツ漫画であると同時に企業内部で働く人間のさまざまな思惑、企業間での駆け引き、ラリーを通じて車の宣伝を行う企業側の論理など、場面によっては企業そのものがクローズアップされていることも大きな特徴である。そのため主人公は所属チームの解散や移籍、新体制の擁立、経営判断によるレースの中断など、企業の思惑に振り回されながらラリーを走っていくことになり、また企業側の登場人物たちもラリーの結果に翻弄されながら各々の目的を果たすために奮闘する姿が描かれ、誰一人として思うがままにはいかないでいる。これもまた、最終的には前述の「人生もラリーのようなものだ」という本作のテーマへと繋がっていく。
本作に登場するRACラリーは実在のWRCイベントであるが、1997年にラリー・オブ・グレートブリテン、2003年以降はウェールズ・ラリーGBと名称を変更しているにも関わらず、日本においては本作の影響で2016年時点でも「RACラリー」の呼称のほうが一般的な知名度が高い。
作中、AT車でラリーに出場した主人公が「ATのセレクターは単なるスイッチであり、どこにあってもどんな形でもいい。単に操作しやすいからシフトレバーにしているだけ」というような台詞を述べるが、実際にAT車のセレクターにシフトレバー以外の形が現れたのは2020年代になってからであり、新谷の慧眼を評価する声がある。

## あらすじ
うだつの上がらないラリードライバー、轟源。モンテカルロラリーでリタイヤを喫しパリへ戻ってきた彼の前に、六甲寺司と名乗る男が現れる。六甲寺は、自分の会社・聖王グループが新しく立ち上げるラリーチームのドライバーとして、源を起用したいと申し出る。六甲寺のテストを資産家ポリニャック家の令嬢コティを同乗させるなど数々のトラブルに見舞われながらも完走し、晴れて聖王ラリーチームの一員となった源は、サファリラリー優勝を目指してフォード・シエラを駆り、ナビゲーターのロヴとともにアフリカの大地を疾走する。数々のアクシデントを乗り越えて聖王ラリーチームは初出場で出走した2台とも入賞を果たすが、ゴールで待っていたものは、聖王グループ内の権力争いの結果、チーム解散という衝撃的な事件であった。
源はサファリラリーで知り合った三沢自動車の間（はざま）からチーム参加を誘われており、今後のWRC参加のために仕方なくドライバーとナビゲーターのお買い得セットとして三沢自動車に自らを売り込んだ。そこで間から、マイナーチェンジが迫っているラレードGTI（三沢自動車が販売する架空の自動車）をエントリーさせ、好成績を出して安上がりの販売促進をさせる話を持ちかけられた。しかもお買い得セットとして売り込んだため、採用条件は宿泊・食費は自分持ち、クラス3位・総合10位以内でないと金は出せないというものであった。源はラレードの基本性能の高さに気付き、市販車、しかもATでのオリンパスラリー参加を提案する。オリンパスラリーでは大馬力ゆえにパンクに泣く他車を尻目に、軽量で適度な馬力のラレードは快進撃を続け、ついに総合2位に入賞する。
しかし、この結果は逆にラレードの過剰品質を露呈することとなった。ラレードの注文は殺到したが、対米輸出規制枠のために新車の販売が困難となり、三沢自動車の経営は逆に窮地に追い込まれる。この危機を解決すべく、三沢自動車の会長の娘であり企画開発部部長の三沢沙也子はラレードの販売終了を決断。さらに手弁当で運営していたラリーチームを再編成して監督に就任、新型のレベッカを投入し三沢ワークスとしてWRCに参戦することを決めた。聖王ラリーチームで共に戦ったシン・ディック組も仲間となり、新生三沢ワークスは2月の酷寒のスウェディッシュラリーに出場。氷に覆われたコースに雪や低温による凍結で起きるオーバーヒートなど寒冷地特有のトラブル、重要部品の損傷や予備パーツの喪失に悩ませられながらも走りぬき、一時はリタイアかと思われる状況を覆して、ついにはクラス優勝を果たす。
勝利に沸く三沢チームの姿を他所に腹違いの姉である新堂雪から食事に誘われた源は、人生の過酷さをスタートからゴールまで行って帰ってくるラリーに例えて、故郷へ帰ってくるよう促される。そしてロブからコティが自分へ思いを寄せている事を伝えられた源は、知っているよと言って笑い、新たなラリーに向けてアクセルを踏み込むのだった。

## 登場人物
轟 源（とどろき げん）
本作の主人公。通称ゲン。ラリードライバー。今まで参戦してきた全日本ラリー選手権やWRCではさしたる実績は残しておらず、スポット参戦したモンテカルロラリーでも崖下に転落、リタイヤ。だが、その走りと、大きな事故を起こしても生存し『ミスター･サバイバル』とも呼ばれる話題性を六甲寺に見初められ、聖王ラリーチームのドライバーとして契約、サファリラリーに参戦する。走りは、カーブも曲がり具合で「松・竹・梅」と3段階に分類するだけという荒っぽさだが決して下手なわけではなく、むしろ運転技術は非常に高い。とにかくタイムを守って無事に車を返す、ラリードライバーとしての行動にプライドを持っている。一方で語学力は高くはなく、英語くらいはわかるがフランス語はまるっきり理解できない。
短気で口が悪く、手が出るのも早いが、チームに迷惑がかかるからと自身の怒りを抑えることもある。聖王ラリーチームの解散後、ロヴとともに三沢自動車のラリーチームに移籍し、オリンパスラリーに参戦し好成績を残す。三沢沙也子による三沢ワークス再編の際に工場火災によって使用する新型車レベッカの生産台数のホモロゲーションが満たせず、当初の契約だったRACラリー出走が不可能となっても三沢自動車の内情を知ってチームに残るなど、情に厚い一面も見せる。
母が叔母の夫（つまり姉の夫）を奪う形で結婚して生まれた子供であり、そのため両親が死亡した際には叔母に激しく罵られている。これに反発して逆に叔母に大怪我を負わせてしまい（詳細は不明だがサングラスをしているところから失明かそれに近いものと思われる）その後悔から実家と縁を切って、海外でラリーに傾倒するようになった過去がある。
コティが自分に恋愛感情を抱いていることには気づいているが、自分の想いは明らかにしなかった。
ロヴ･ロウ
フランス国籍を持つ黒人の少年で、ゲンのナビゲーターを務める。通称ロヴ。サファリラリーでゲンと初めてコンビを組む。当初は1号車のナビとしてシンと組んでいたこともあり、ラリーに対するスタンスの違いからゲンに反発することもあったが、レースが進む中でみるみる息を合わせていく。聖王ラリーチーム解散後もゲンとともに三沢自動車に移籍し、ゲンの良き相棒として活躍。後に知佳と恋仲になる。知佳が聞いたところによると、家族はみな白人で彼1人が黒人で、何らかの家庭の事情があるようだった。
ジョセフィーヌ・ポリニャック
愛称コティ。フランス人で、ヨーロッパ最大の流通グループを率いる資産家のポリニャック家出身の少女。さる事情により、生まれてから15年間、ジプシーと一緒に育った。美人だが普段の言葉遣いは非常に荒く（ただし公の場ではきちんとした言葉遣いをしている）、型にはめられる事を極端に嫌う。ポリニャック家の莫大な財産に関しては全く執着していないが、財産を狙っている叔母とは激しく対立している。ランチア・ラリー037を駆って全寮制の女学校から脱走する際､リューザンヌ峠でゲンと遭遇、崖下に落下寸前で救出される。サファリラリーでは、聖王チームと行動を共にした。
終盤、ポリニャック・グループ傘下の1企業をまかされ、ゲンたちと再会する。
ラウール・ウズベック・シン
聖王チームの2号車を運転するインド人のラリードライバー。常に頭にはターバンを巻いている。シーク教徒。(但し劇中では『シンは牛肉は食わんのだ』という一般的にはヒンズー教徒と思われる台詞がある)ステディなドライビングが身上だが、内面には熱いものを持っている。聖王チーム解散後はテキサコ･フォードチームへ移籍、スウェディッシュラリーからはゲンのチームメイトとして三沢ワークスに参入した。
ディック・ヴァン=ダイク
アメリカ人ナビゲーター。当初サファリではゲンのナビゲーターになる予定であったが、レッキでのゲンの走りに愛想を尽かしロヴとの交代を要求、シンのナビゲーターとなる。そのシンとは息が合ったらしく、シンがフォードやミサワへ移籍した時も一緒だった。

### 聖王グループ
日本の大手商社。文字通り「揺り籠からミサイルまで」手広く取り扱う。
六甲寺 司（ろっこうじ つかさ）
聖王グループ海外事業部総支配人。本作のもう一人のキーマンともいえる存在。聖王グループのコマーシャル活動の一環としてラリーチームを立ち上げ、ドライバーとしてゲンを抜擢、サファリラリーに参戦するが、その際に、ポリニャック流通グループと結んだ契約が、聖王ヨーロッパ事業部を通さなかったことや短期的には聖王の損失につながることから、聖王本社内の一部でスタンドプレイと捉えられて、その責を問われてラリーチームはサファリ終了後に解散、自身も謹慎処分を受けてしまう。その後はヨーロッパを回っており、スウェーデンでゲンたちと再会した。ゲンたちと別れている間にも社内政治闘争で巧みに立ち回り、ラリー終了の直前に社長就任が決定し帰国する。
インテリ風な見た目に反してボクシングを嗜む。オリンピック出場経験があり、バンタム級の銀メダリスト。グループ前会長の息子という立場だが、他の重役との折り合いが悪い面もあって出世が阻まれていた。現会長とも家族ぐるみの付き合いだが、会長は病気がちで高校生の娘が重役会議に出席する状態となっている。
宇津木常務（うつぎじょうむ）
聖王グループ常務取締役。自身が社内での実権を握ることを考えており、その障害となりうる六甲寺のラリーチームプロジェクトを快く思っていない。
六甲寺が独断でポリニャック流通グループと結んだ契約で、自身の配下の海外事業部が損失を受けることから、契約の問題点（聖王にとっての将来的な損失）を指摘し、六甲寺を謹慎処分に追い込んだ。ただし、この問題点は六甲寺に言わせれば数字のマジックであり、EU統合後まで見据え、聖王が成長を続けていた場合は逆に利益になっていた。
安田 妙子（やすだ たえこ）
聖王グループ本社秘書課長。28歳。（途中で1つ歳を取り29歳。司とのベッドシーンでの台詞より）六甲寺とは7年越しの付き合いであり、内縁の妻とも言える存在。普段ヨーロッパにいて本社に不在がちな六甲寺を、本社から陰でサポートする。名前も含めて新谷の代表作『エリア88』からのスター・システムによる登場キャラである。
新藤 雪（しんどう ゆき）
聖王グループ本社第1秘書課勤務で、安田の直属の部下。だが、安田とは旧知の間柄らしく、互いに『妙子』『おユキ』と呼び合っている。六甲寺の臨時秘書としてヨーロッパに渡り、スウェディッシュラリーに参加していたミサワ･チームをバックアップする。本人が「性格は悪いが男を見る目はある女」と公言するとおり、妙子の存在があるにもかかわらず、六甲寺に対して積極的なアプローチを仕掛けようとした。
実はゲンとは腹違いの姉弟であり、口は悪いが弟の事を気に掛けている。

### 三沢自動車
日本の架空の自動車メーカー。軽トラックと二輪車の生産がメインで乗用車に参入したのはごく最近。売上高は業界内では下位だが、「実用第一」を旨とする製品の品質はデミング賞を受賞するほど高い。二輪車はフランス在住時代のロヴ･ロウも使用していた。しかし、実用性の高さゆえに決定的な魅力に欠け、「金がないから選ぶメーカー」「三沢に乗るのは貧乏の証明」とも囁かれている。
間 大陸（はざま だいろく）
三沢自動車技術部所属。手弁当で出場したサファリラリーでドライバーを務めたが、自身の車を壊してリタイヤし立往生していたところでゲンと出会い、サービスに見放されてボロボロの状態だったゲンの車を自分たちが持っていたパーツを提供して見事に修理する。メカニックとしての腕前は確かで、車に対する愛情も人一倍持っている。三沢ワークスでは主にメカニックとして活躍。
森沢 知佳（もりさわ ちか）
三沢自動車本社勤務。オリンパスラリーよりヘルパーとして参加する眼鏡っ子。後にロヴと恋仲になる。
知識も経験も無いが、熱意を持ってヘルパー作業、チェック作業を行っており、ゲンをはじめとしたチームの信頼を得ている。一方で実務関係にまったく携わっていなかったため沙也子による新チーム体制には当初組み込まれておらず、これが沙也子に対するチームの反発を招いてしまった。
WRCの規定など、知佳が疑問を提示し、それに周囲が答えるといった形で用語解説が行われることも多い。
三沢会長
三沢自動車の会長。自身でもエンジン設計図を起こすほどで、三沢の自動車は道具であるとしトラックなどの業務車両を主軸に、大型乗用車の開発を不要として許可していない。また、新設計のファミリーカーで4人乗りの車両のクーラーボックスに2人分の容量しか無かったことに対し、ダメ出し（再設計）を間に命じている。
娘が2人いて、長女の娘婿が社長を務めている。
三沢 沙也子（みさわ さやこ）
三沢自動車本社企画開発部部長。会長の末娘。男まさりの女性だが、三沢自動車に対する愛情は誰にも負けない。経営会議にも出席しており、義兄である社長も沙也子の意向には逆らえない模様。新生三沢ワークスの監督に就任するが、単なる経営上からではなく、自社の車に対し所有者が誇りとなるような付加価値を与えるための、WRC参戦であった。
極めてシビアな現実主義者であり、数字や成績で物事を判断する側面があったため、三沢ラリーチーム新体制構築当初は知佳をチームから外すなど、結果的にチーム内を引っ掻き回してしまった。一方で朝倉の説得を受けて考えを改めて以降は、一歩退いた部分でチームの活動を支え、最終レースでは三沢のために勝利を懇願するなど徐々にその本心を見せるようになる。
朝倉宗助（あさくら そうすけ）
会長の親友の間柄で株主の一人。社員ではないが、高崎工場の作業場でとぐろを巻いている職人。レーシングメカニックとしては草分けともいえるベテランだが、孫をレースで失くしている。三沢ラリーチームのメカニック総監督を依頼されるが、一度は断る。しかし、ロヴや知佳、ゲンを気に入ったことで引き受ける。
スウェディッシュラリーでは自分の車のタイヤにスパイクを打ち込んで馴染ませておいて予備タイヤとして使用したり、寒冷地特有の雪によるオーバーヒートを防ぐスノー・ガードを用意した。
桜井（さくらい）
オリンパスラリー後にゲンのチームメイトとして三沢ワークスに加入したドライバー。もともとラリー畑の出身ではなく、某F1チームに在籍していた。そのせいかラリーをF1よりも簡単なものと見下しており、ゲンの怒りを買う。チームが当初出走を予定していたRACラリーにエントリー出来ないことが分かるとさっさとマツダのラリーチームに移籍してしまったが、その後のスウェディッシュラリーでは刻々と環境が変化し、それに対応する本能が求められる状況に対応しきれずにリタイヤ。サーキットを走るF1とは前提が違いすぎるラリーを舐めていた報いを受けることとなった（ただし、後にシンもスウェディッシュラリー参戦が危ぶまれた際に、長期間レース競技から離れることによる技量や勘の低下を心配していた）。

### トヨタ・チーム
ゲンのライバルとして登場する。モデルはトヨタ・チーム・ヨーロッパ。使用車種はA70スープラ→セリカGT-Four ST165。
ハンス・シュルツ
トヨタ・チームのエースドライバー。ドイツ人。ラリーにおける、ゲンの直接のライバルともいえる男で、事あるごとにゲンと絡む。
「何事も徹底的に」が家訓だが、マシンのセッテイングからナンパまで、やり込みすぎて現地入りどころか本番の車検にも遅れそうになることも多い。
飛田（とびた）
トヨタ・チームのマネージャー。通称トビー。至って冷静な分析をする男だが、ゲンの様な原始的なエネルギーを持つ男の価値も認めている。トレードマークはウェーブのかかった長い前髪。
アーノルド
役割は不名。いかつい体格にスキンヘッドとサングラスがトレードマーク。体格の割りに細かい性格とハンスに評されている。
ユハ・カンクネン、ビョルン・ワルデガルド
実在の人物。トヨタ・チームのドライバーとしてサファリラリーで登場する。

## 用語
三沢自動車工業
業界では「下から数えた方が早い」という自動車メーカー。二輪車と軽トラックが主力製品であり、大衆車も製造している。
大衆車はそこそこ売れているが、それは低価格、高燃費であるためで、「ミサワに乗るのは貧乏だから」と作中で沙也子が役員会議で発言している。「いつかはクラウン」というトヨタ自動車のキャッチコピーを引き合いに、自社ラインで乗り出し、アベック、子連れ、そして高級車といった車種を賄えるという企業目標も語っている。
短編作品『白と黒の羊』などにも登場しているが、こちらではル・マン24時間（グループC）に出場している。
ラレード
三沢自動車の主力小型自動車で、最上級グレードのGT-XXは排気量1300ccのエンジンにターボが装備され、車体は四輪駆動。オリンパスラリー参戦時の三沢ワークスの使用車両。モデル末期であり、ラリーで好成績を残して宣伝し、手っ取り早くメーカー在庫を処分したいと考える間の思惑に対し、ゲンはフルノーマル状態（安全のため、規定のロールケージなどは装備）かつオートマチックトランスミッションでの参戦を提案する。
元ネタはダイハツ・シャレード（3代目）。
レベッカ
ラレードに次ぐ新型車で、スウェディッシュラリーでの三沢ワークスの使用車両。エンジンは1600ccのノンターボで四輪駆動。
タイプX
三沢自動車が開発したスパイクタイヤ。形状記憶合金とタングステン鋼を組み合わせたピンを採用しており、周囲の温度に対応して形状記憶合金が変化することで、ピンの突出量を自動的に変更する。また、タイヤの素材そのものも吸水性を高めており、スウェディッシュラリーで使用された際には他車を寄せ付けない走りを見せた。

ゲンと雪の家族関係
2人の母親は姉妹であり、父親とは幼馴染だった。父親は最初に雪の母と結婚したが、のちに離婚しゲンの母と再婚した。このことは長らく姉妹間のしこりとなっており、ゲンの両親が亡くなった際に雪の母は2人の遺骨を粗末に扱い、怒ったゲンに反撃された際の事故で失明してしまう。それ以来ゲンは海外に出てラリードライバーをしながら、日本に戻ることもなかった。
雪の母も自身の行いは後悔しており、ゲンの両親と3人で過ごした日々を懐かしみ家族が揃う日を望んでいる。

## OVA版
全2巻のOVAが1990年4月27日に日本ビクターから発売された。原作序盤のサファリラリーと聖王ラリーチームが解散となるまでを描く。
走行音などは実際に国内ラリーで活躍している東京にあるラリーショップの協力を得て使用している。

また、エンドロールには出てこないが、後編において轟はシエラ(｢4200kmも走るのに音楽がないとノリが悪い｣という理由で、｢特別装備｣としてビクター製のラジカセを装備していた)の車内で勝手にシンドバッドを聴いていた。

### エピソードリスト
- STAGE・1 サバイバル・チェイサー
- STAGE・2 ゴー・アヘッド

### キャスト
- 轟源 - 山寺宏一
- ロヴ・ロウ - 中尾隆聖
- 六甲寺司 - 鈴置洋孝
- コティ - 渕崎ゆり子
- シン - 玄田哲章
- ディック - 江原正士
- ハンス - 関俊彦
- トビー - 中原茂
- アーノルド - 鈴木清信
- 安田妙子 - 佐久間レイ
- 新藤雪 - 篠原恵美
- ジョー - 安倍敦
- エリック - 三木眞一郎
- 佐治専務 - 高木均
- 宇津木常務 - 納谷悟朗
- アナウンサー - 橋本テツヤ
- その他 - 安永沙都子、津久井教生、中村秀利、深雪さなえ、上田敏也

### スタッフ
- 原作 - 新谷かおる
- 監督・キャラクターデザイン・作画監督 - 古瀬登
- 脚本 - 藤川とも
- 絵コンテ - 古瀬登、篠原俊哉
- 演出 - 篠原俊哉
- 美術監督 - 田原優子
- 撮影監督 - 吉田光伸（1）、藤田正明（2）
- 編集 - 掛須秀一
- 音響監督 - 岩浪美和
- 音楽 - 菅井えり
- プロデューサー - 野崎公明、南喜長
- アニメーション制作 - スタジオシグナル
- 製作 - 生明俊雄、仙田勇